# Jugband Blues
A Pink Floyd Jugband Blues című dala 1968. június 29-én jelent meg a zenekar A Saucerful of Secrets című albumán. A dalt Syd Barrett írta, szerzőként csak ennyit tett hozzá az albumhoz. A Pink Floyd tagjaként ez volt az utolsó dala, ami hivatalosan megjelent.
A dalhoz két promóciós filmet is forgattak. Az elsőben, ami egy régi – ma már nem kapható – Pink Floyd-videogyűjteményen van, Barrett céltalanul bolyong, miközben a dalt énekli. A második, sokkal egyszerűbb felvételen Barrett (aki először látható akusztikus gitárral) és a zenekar playbackre játszik (bár a felvétel némileg különbözik a stúdióban felvett változattól); a színpad elrendezése hagyományos, a háttérben pedig különböző pszichedelikus minták láthatóak (ezt a filmet 1967. december 20-án vették fel). Ezen a felvételen Roger Waters és Richard Wright tubán és harsonán is játszik. A film híven tükrözi, hogy milyen állapotban volt Barrett 1967 végén.
A dal stúdiófelvételén Barrett azt akarta, hogy a fúvósbetétet az Üdvhadsereg zenekara játssza. A zenekar el is ment a stúdióba, Barrett pedig azt mondta, hogy játsszanak azt, amit akarnak, függetlenül attól, hogy a másik három zenész mit játszik. Norman Smith producer viszont azt tanácsolta, hogy a fúvószenekarnak írjanak partitúrát és azt vegyék fel. Végül mindkét változat elkészült, de az előre megírt rész felvétele közben Barrett szó nélkül elhagyta a stúdiót. A kész dalban az első, meg nem tervezett változat hallható.
Sok rajongó úgy tekint a dalra, mint Barrett szomorú búcsújára. Barrett mentális állapota már a második album felvételének kezdetén komolyan leromlott, amit súlyosbított a zenekar másik három tagjától való eltávolodása. Erre utal a dal szövege is: „I don't care if the sun don't shine, and I don't care if nothing is mine, and I don't care if I'm nervous with you, I'll do my loving in the winter.” (Nem érdekel, ha nem süt a Nap, nem érdekel, ha semmim sincs, nem érdekel, ha dühös vagyok rád, majd télen szerelmeskedünk.)
A Set the Controls for the Heart of the Sun mellett a második albumról a Jugband Blues került fel a 2001-es Echoes: The Best of Pink Floyd című válogatásra. Ezen közvetlenül a Wish You Were Here után hallható, amit részben Barrett hiánya ihletett.

## Idézet
Syd még akkor is pontosan tudta, hogy mi történik körülötte. A Jugband Blues igazán szomorú dal, az ideg-összeroppanás pontos leírása. A skizonfrénia végső diagnózisa.

## Közreműködők
- Syd Barrett – ének, gitár
- Richard Wright – billentyűs hangszerek, harsona
- Roger Waters – basszusgitár, tuba
- Nick Mason – dob, ütőhangszerek
- Az Üdvhadsereg fúvószenekarának 8 tagja: – Ray Bowes (kornett), Terry Camsey (kornett), Mac Carter (harsona), Les Condon (E♭ bass), Maurice Cooper (eufónium), Ian Hankey (harsona), George Whittingham (B♭ bass) és még egy ember

### Produkció
- Norman Smith – producer

## Külső hivatkozások
- A dal az Echoes: The Best of Pink Floyd hivatalos honlapján Archiválva 2007. május 23-i dátummal a Wayback Machine-ben
- A második promóciós film